# Q-Bus Nahverkehrsgesellschaft
Die Q-Bus Nahverkehrsgesellschaft mbH Ballenstedt war ein regionales Verkehrsunternehmen für den Öffentlichen Personennahverkehr im Ostharz Sachsen-Anhalts mit Sitz in Ballenstedt.

## Geschichte
Hervorgegangen ist die Q-Bus Nahverkehrsgesellschaft mbH Ballenstedt aus dem VEB Kraftverkehr Ballenstedt, wurde am 22. Oktober 1991 gegründet und nahm am 1. Juli 1992 den Betrieb mit Ikarus-Bussen auf. Vom 1. Januar 2009 bis 31. Dezember 2012 war es eine eigenständige Tochtergesellschaft der Harzer Verkehrsbetriebe.
Der Zuständigkeitsbereich bezog sich auf das Gebiet des Altkreises Quedlinburg sowie auf verbindende Fahrten darüber hinaus. Zum 1. August 2012 übernahm die Q-Bus Nahverkehrsgesellschaft den Linienverkehr im Bereich der Stadt Falkenstein/Harz von der Kreisverkehrsgesellschaft Salzland.
Zum 3. Dezember 2012 wurde der Verwaltungssitz von Ballenstedt nach Quedlinburg verlegt, der Unternehmenssitz blieb aber in Ballenstedt.
Die Q-Bus Nahverkehrsgesellschaft fusionierte im Juli 2013 mit der Harzer Verkehrsbetriebe.

## Fahrzeuge
Zum Einsatz kamen zuletzt 22 Fahrzeuge der Firma Setra, 8 von Mercedes-Benz sowie 13 Busse der Firma MAN.
- Setra S 215 UL
- Setra S 315 UL
- Setra S 315 NF
- Setra S 415 UL
- Mercedes-Benz O 408
- Mercedes-Benz Integro (O 550)
- Mercedes-Benz Citaro (O 530)
- MAN A 20 NF Erdgasfahrzeug
- MAN A 20

Die letzten Ikarus-Busse fuhren offiziell bis 2004 für das Unternehmen. Seit Dezember 2003 werden auch erdgasbetriebene Busse der Firma MAN eingesetzt. Um ein Betanken zu ermöglichen, wurde in Quedlinburg die erste Erdgastankstelle des damaligen Landkreises Quedlinburg zeitgleich in Betrieb genommen.
Im Dezember 2011 wurden drei neue in Posen (Polen) gefertigte MAN-Busse in grüner Q-Bus-Optik der Firma übergeben, zeitgleich mit fünf weiteren Bussen die an die HVB gingen. Der Stückpreis betrug jeweils 220.000 Euro.

## Linienübersicht

### Regionallinien
| Linie | Endpunkte                             | Verlauf                                                            |
| ----- | ------------------------------------- | ------------------------------------------------------------------ |
| 2     | Quedlinburg ↔ Nachterstedt            | Ditfurt – Wedderstedt – Hedersleben – Gatersleben                  |
| 3     | Quedlinburg ↔ Heteborn                | Ditfurt – Wedderstedt – Hedersleben                                |
| 6     | RegioBus Quedlinburg ↔ Opperode       | Morgenrot – Badeborn – Asmusstedt – Ballenstedt                    |
| 8     | Ballenstedt ↔ Harzgerode              | Mägdesprung – Alexisbad                                            |
| 9     | Quedlinburg ↔ Thale                   | Warnstedt – Weddersleben – Neinstedt                               |
| 10    | Quedlinburg ↔ Thale                   | Gernrode – Bad Suderode – Stecklenberg – Neinstedt                 |
| 11    | Quedlinburg ↔ Thale                   | Westerhausen – Warnstedt                                           |
| 17    | Ballenstedt ↔ Thale                   | Rieder – Gernrode – Bad Suderode – Stecklenberg – Neinstedt        |
| 18    | Thale ↔ Treseburg/Hasselfelde         | Hexentanzplatz – Friedrichsbrunn – Allrode – Stiege                |
| 21    | RegioBus Quedlinburg ↔ Wernigerode    | Westerhausen – Blankenburg – Heimburg – Benzingerode               |
| 31    | Quedlinburg ↔ Stolberg                | Gernrode – Bad Suderode – Friedrichsbrunn – Allrode – Güntersberge |
| 32    | Quedlinburg ↔ Wippra                  | Bad Suderode – Gernrode – Alexisbad – Harzgerode – Königerode      |
| 33    | Harzgerode ↔ Güntersberge             | Alexisbad – Silberhütte – Neudorf – Straßberg – Siptenfelde        |
| 34    | Harzgerode ↔ Harzgerode               | Schielo – Königerode – Dankerode – Neudorf                         |
| 35    | Harzgerode ↔ Reinstedt                | Königerode – Schielo – Pansfelde – Endorf – Ermsleben              |
| 38    | Harzgerode ↔ Stolberg                 | Alexisbad – Silberhütte – Straßberg – Auerberg                     |
| 318   | FahrradBus Quedlinburg ↔ Aschersleben | Bad Suderode – Rieder – Ballenstedt – Meisdorf – Ermsleben         |
| 322   | Harzgerode ↔ Hettstedt                | Königerode – Braunschwende – Leimbach                              |

Der RegioBus pendelte täglich auf den Linien 6 (Quedlinburg–Ballenstedt) und 21 (Quedlinburg–Wernigerode),
dabei wurden folgende Merkmale garantiert:
- stündliche (Mo–Fr) Fahrtmöglichkeiten im leicht merkbaren Takt
- Niederflurtechnik mit barrierefreiem Ein- und Ausstieg, bzw. Hublift
- Schirmservice gegen Hinterlegung einer Kaution

Der FahrradBus wurde von Mai bis Oktober an den Wochenenden und Feiertagen auf der Linie 318 angeboten. Durch den Einsatz eines spezialen Heckgepäckträgers ließen sich acht weitere Räder transportieren.

### Stadtlinien
In Ballenstedt, Quedlinburg und Thale fuhr ein Stadtverkehr.

#### Ballenstedt
Mit dem Fahrplanwechsel am 17. August 2003 wurde das Stadtgebiet Ballenstedt mit dem Ortsteil Opperode durch einen Stadtbus verbunden.
An Werktagen verkehrte dieser zweistündlich, an den Wochenenden und Feiertagen verkehrten zuletzt insgesamt fünf Fahrten. Insgesamt wurden 17 Haltestellen angefahren. Dafür wurden die Fahrten der Buslinie 6 aus Quedlinburg kommend verlängert.
| Linie | Verlauf |
| ----- | --- |
| 6     | Opperode – Pestalozziring – Breitscheidplatz – Lungenklinik – Schloss – Ärztehaus – Westbahnhof – Steinberg (weiter als Linie 6 nach Badeborn – Quedlinburg) |

Vom 26. August 2007 bis zum 1. August 2009 verkehrte eine zweite Linie als Verstärkung auf der Hauptstrecke. Dadurch verkehrten während der Hauptverkehrszeit (HVZ) an Werktagen beide Linien zusammen im Stundentakt.
| Linie | Verlauf |
| ----- | --- |
| 16    | Westbahnhof – Ärztehaus – Schloss – Lungenklinik – Breitscheidplatz (weiter als Linie 16 nach Meisdorf – Ermsleben) |

#### Quedlinburg
Es verkehrten Montag bis Freitag die Linie A und B im Stadtgebiet Quedlinburg. Die Linie A wurde mit drei Fahrten und die Linie B mit zwei Fahrten bedient, dabei wurden 23 Haltestellen angefahren.
| Linie | Verlauf |
| ----- | --- |
| A     | Busbahnhof – Zentralfriedhof – Busbahnhof – Bildungshaus – Kleers – Weststraße – Bildungshaus – Busbahnhof          |
| B     | Busbahnhof – Bildungshaus – Klinikum – Zentralfriedhof – Busbahnhof – Weststraße – Steinweg – Klinikum – Busbahnhof |

#### Thale
In Thale wurde die Linie 10 aus Richtung Quedlinburg im Stadtzentrum als Ringlinie weitergeführt. An Werktagen verkehrte diese zweistündlich, an den Wochenenden und Feiertagen verkehrten drei Fahrten, 19 Haltestellen wurden dabei bedient.
| Linie | Verlauf |
| ----- | --- |
| 10    | Busbahnhof – Neues Rathaus – Willi-Bredel-Ring – Klubhaus – Bahnhof – Passagenmarkt (weiter als Linie 10 nach Gernrode – Quedlinburg) |

### Nachtlinien
Von 1993 bis zum 2. Februar 2008 konnte im Altkreis Quedlinburg ein besonderes Angebot im öffentlichen Linienverkehr vorgehalten werden. 4 Nachtbuslinien starteten gemeinsam am Bahnhof Quedlinburg gegen 22:30 Uhr um nochmals abschließend in wesentliche Teile des Altkreises zu fahren. Zum Einsatz kamen Kleinbusse mit 8 Fahrgastsitzplätzen. Durch hohen Kostendruck und niedrigen Fahrgastzahlen wurde der Verkehr zum besagten Jahr eingestellt.
| Linie   | Verlauf |
| ------- | --- |
| Nacht 1 | Hederslebener Quedlinburg – Ditfurt – Wedderstedt – Hedersleben – Gatersleben – Quedlinburg                                                                              |
| Nacht 2 | Harzgeröder Quedlinburg – Badeborn – Ballenstedt – Gernrode – Alexisbad – Harzgerode – Schielo – Dankerode – Straßberg – Güntersberge – Allrode – Friedrichsbrunn        |
| Nacht 3 | Güntersberger Quedlinburg – Gernrode – Bad Suderode – Stecklenberg – Neinstedt – Thale – Friedrichsbrunn – Allrode – Güntersberge – Siptenfelde – Alexisbad – Harzgerode |
| Nacht 4 | Thalenser Quedlinburg – Westerhausen – Warnstedt – Weddersleben – Neinstedt – Thale – Stecklenberg – Bad Suderode – Gernrode – Quedlinburg                               |

### Eingestellte Linien
Durch Umstrukturierungen im Liniennetz wurden einige Linien oder auch nur Abschnitte in andere Linien integriert bzw. eingestellt auf Grund schwacher Fahrgastzahlen.
| Linie | Verlauf                                                                                              |                |
| ----- | --- | -------------- |
| 1     | Quedlinburg – Westerhausen – Blankenburg wurde zum 4. Januar 2010 in die Linie 21 integriert         | 3. Januar 2010 |
| 8     | Ballenstedt – Gernrode – Quedlinburg Teilersatz durch Linie 318                                      | 31. Juli 2010  |
| 15    | Selkemühle – Mägdesprung – Harzgerode/Alexisbad Teilersatz durch Linien 8 und 32                     | 31. Juli 2010  |
| 16    | Meisdorf – Zum Falken kein Ersatz                                                                    |                |
| 16    | Ballenstedt – Radisleben – Meisdorf – Ermsleben wurde zum 2. August 2009 in die Linie 318 integriert | 1. August 2009 |

## Betriebshöfe
Die Q-Bus betrieb in folgenden Städten einen Betriebshof:
- Ballenstedt
- Quedlinburg
- Harzgerode
- Friedrichsbrunn

Zum Fahrplanwechsel im August 2011 wurde der Standort Friedrichsbrunn aufgegeben und auf die Standorte Ballenstedt und Harzgerode verteilt. Nur die Zentralwerkstatt der Q-Bus verblieb weiterhin in Friedrichsbrunn. Die betriebshofbezogene Einsatzleitung wurde im Dezember 2012 in Quedlinburg zusammengeführt.

## Verkehrs- und Tarifgemeinschaft Ostharz
Seit 1995 bilden die Verkehrsbetriebe des Landkreises Harz die Verkehrs- und Tarifgemeinschaft Ostharz (VTO). Derzeit gehören neben den Harzer Verkehrsbetriebe GmbH (HVB) noch die Halberstädter Verkehrs-GmbH (HVG) dazu.

## Angebote
Zum 4. April 2009 wurde gemeinsam mit den Verkehrsunternehmen Verkehrsgesellschaft Südharz mbH, Harzer Schmalspurbahnen GmbH und Kreisbahn Mansfelder Land GmbH die Wiselcard eingeführt. Das Angebot wurde im Selke- und Wippertal an Wochenenden und Feiertagen ausgebaut.
Weitere bereits bestehende regionale Angebote in Kooperation mit anderen Gesellschaften sind die HarzTourCard, die HarzMobilCard, das Selkebahnticket und das Harzer Urlaub-Ticket (HATIX).

## Sonstiges
Im ADAC-Schulbustest 2009 wurde die Linie 11 (Quedlinburg–Thale) mit gut bewertet.